# Gemeinde Prevalje

Die Gemeinde Prevalje (deutsch: Prävali) ist eine Gemeinde (Občina) Prevalje in Slowenien. Sie liegt in der historischen Landschaft Koroška (Slowenisches Kärnten) und in der gleichnamigen statistischen Region. Hauptort ist die Kleinstadt Prevalje. Am 1. Januar 1999 wurde Prevalje zur eigenständigen Gemeinde.

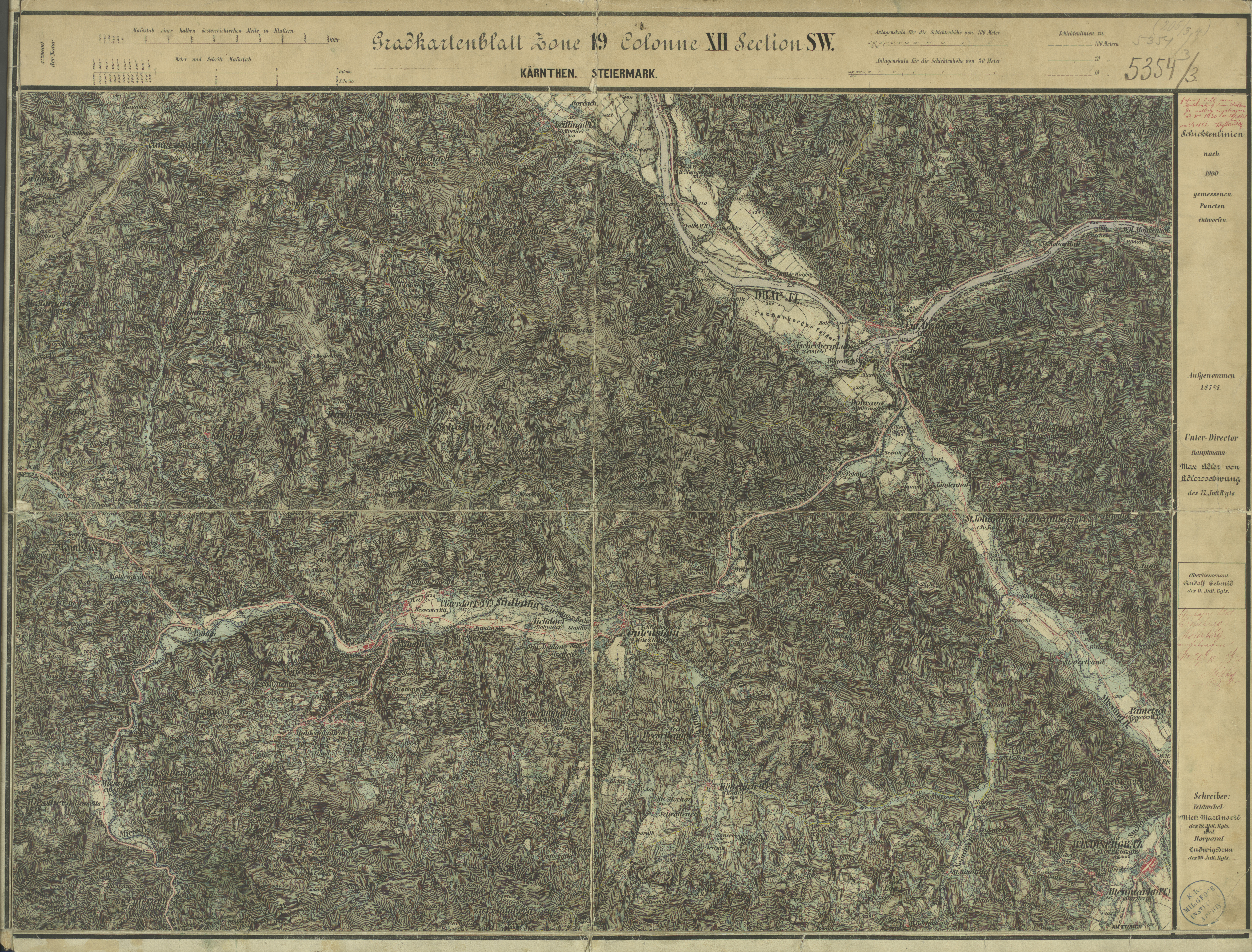
Das untere Mießtal mit dem damaligen Prävali und Gutenstein und die Mündung der Mieß in die Drau bei Unterdrauburg in der Landesaufnahme 1877/78

## Lage
Prevalje liegt an einer Talweitung, wo die Meža (Mieß) aus einer Talenge in eine geräumige, mit fluvioglazialen Sedimenten gefüllte Landschaft fließt. Im Norden begrenzen den Siedlungskern die westlichen Ausläufer der Strojna, Stražišče und Dolga Brda, im Süden Navrški vrh (605 m) und Riflov vrh (726 m).
Der historische Siedlungskern befindet sich am linken Ufer der Meža, am Nordrand des Talbodens, im Ortsteil Na Fari (Pfarrdorf) mit der Pfarrkirche Marija na jezeru (Maria am See). Der zweite historische Mittelpunkt der Ortschaft liegt an der Mündung des Leški potok (Lieschabach) in die Meža. Hier standen Anfang des 18. Jahrhunderts die ersten industriellen Betriebe, die den Grundstein für die rasche wirtschaftliche und räumliche
Entwicklung des Ortes legten. Den heutigen Mittelpunkt des ausgedehnten Ortes bildet der Bereich um die Hauptstraße Dravograd – Mežica – Črna na Koroškem.

## Ortschaften
Die Gemeinde umfasst 13 Ortschaften. Die deutschen Exonyme in den Klammern wurden bis zum Abtreten des Gebietes an das Königreich der Serben, Kroaten und Slowenen im Jahr 1918 vorwiegend von der deutschsprachigen Bevölkerung verwendet. 
- Belšak (Weißenstein bei Prävali)
- Breznica (Wriesenza)
- Dolga Brda (Langsteg)
- Jamnica (Jamnizen)
- Kot pri Prevaljah (Lieschathal, Winkel)
- Leše (Liescha)
- Lokovica (Lokowitzen in Kärnten)
- Poljana (Pollein in Kärnten)
- Prevalje (Prävali)
- Stražišče1 (Straschischa)
- Suhi Vrh (Dürngupf)
- Šentanel (Sankt Daniel bei Gutenstein)
- Zagrad (Sagradi)

1 Stražišče gehört nur teilweise zur Gemeinde Prevalje; die Gemeinde Ravne na Koroškem umfasst einen weiteren Teil.

## Nachbargemeinden
| Neuhaus (A)  | Ravne na Koroškem                           | Ravne na Koroškem |
| Bleiburg (A) | Kompassrose, die auf Nachbargemeinden zeigt | Ravne na Koroškem |
| Mežica       | Črna na Koroškem                            | Ravne na Koroškem |

## Sehenswürdigkeiten
Von der ersten romanischen Kirche sind östlicher Glockenturm, Schiff und Presbyterium erhalten. Markant ist der plumpe Glockenturm mit barocker Kappe. Das Innere ist vollständig bemalt, der reiche Hauptaltar mit einer Darstellung der Himmelfahrt Marias stammt aus der Renaissance.
In Zagrad, erhöht über der Meža, steht markant die spätgotische, teils barockisierte Kirche sv. Barbara, mit Fresken aus dem 15. Jh. und von einer Mauer umgeben.

## Geschichte

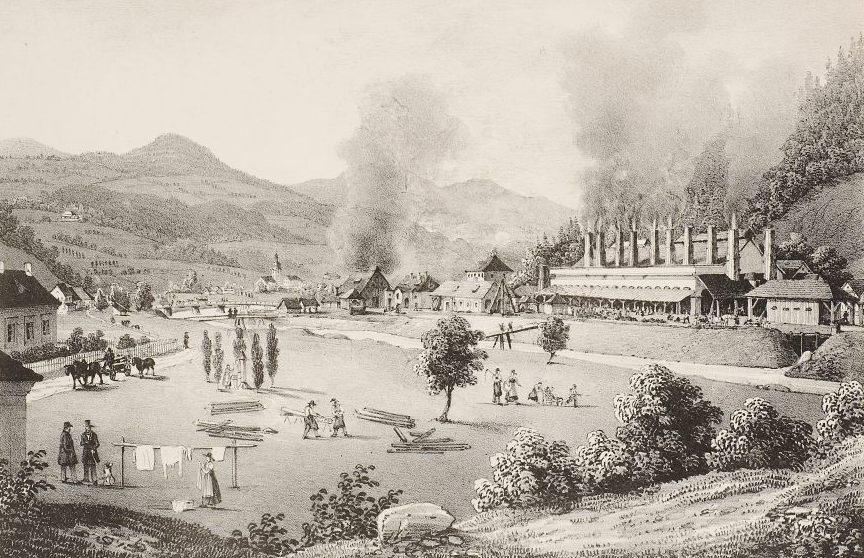
Prävali auf einer Grafik um 1844 mit dem Werk der Familie Rosthorn und Dickmann-Secherau

Das Gebiet des heutigen Prevalje war schon in früher Zeit besiedelt. Davon zeugen interessante Funde, z. B. eine Bronzeaxt, und Reste einer hallstattzeitlichen Siedlung. Im Jahr 1860 wurden im Flussbett unterhalb der heutigen Zellstoff- und Kartonfabrik Paloma in Zagrad um die 50 römische Marmorplatten gefunden. Die Steine gehörten zu einer größeren antiken Grabstätte an der Römerstraße Celeia-Virunum. Wenige Meter entfernt, beim Gasthaus Brančurnik, ist ein römischer Sarkophag – „Brančurnikova klop“ – zu sehen.
Die älteste schriftliche Quelle über die Pfarrkirche Marija na jezeru stammt aus 1335, die Kirche ist jedoch einiges älter.
Zu Beginn des 19. Jahrhunderts bildete der Bergbau einen wichtigen Einkommenszweig. So wurde ein Zinkbergwerk der österreichischen Industriellenfamilie Rosthorn errichtet, um im niederösterreichischen Oed Messingteile herstellen zu können.
1863 wurde Prävali durch die Südbahnnebenlinie, der Drautalbahn, die von Marburg nach Unterdrauburg, Prävali, Bleiburg, Klagenfurt, Villach, Lienz und schließlich nach Franzensfeste führt, erschlossen.
Das Gebiet Mießtal gehört wie auch das nordöstlich angrenzende Unterdrauburg und die etwas südwestlich gelegene Gemeinde Seetal zum Kronland Kärnten von Österreich-Ungarn und wurde nach dem Ersten Weltkrieg per Vertrag von Saint-Germain vom September 1919 noch vor der Kärntner Volksabstimmung vom 10. Oktober 1920 (in nördlich anliegenden Gebieten) dem SHS-Staat, dann Königreich Jugoslawien, heute Slowenien zugeschlagen. Mießtal ist Teil von Slovenska Koroška.
Im Zweiten Weltkrieg kam Prävalje vom April 1941 bis Kriegsende unter deutsche Zivilverwaltung und wurde an den Gau Kärnten angeschlossen.
Nach dem Ende des Zweiten Weltkriegs fand ein Massaker in Leše statt. Die etwa 700 Opfer wurden in zwei Massengräbern abgelegt. Ein weiteres Massengrab existiert in Poljana.

## Persönlichkeiten
- Josef Ullmann († 1880), österreichischer Buchhalter und Politiker, Bürgermeister von Prävali
- Rose von Rosthorn-Friedmann (1864–1919) ging als Erstbesteigerin in die Geschichte des Alpinismus ein.
- Friedrich Gornik (1877–1943), österreichischer Bildhauer und Kunsthandwerker
- Maria Cäsar (1920–2017), österreichische Widerstandskämpferin, Zeitzeugin und KPÖ-Aktivistin